# Pamela Hayden
Pamela Hayden (* 28. November 1953 in den Vereinigten Staaten) ist eine US-amerikanische Schauspielerin, Synchronsprecherin und ein Stand-Up-Comedian. Bekannt wurde sie vor allem durch ihre Synchronstimmen in der US-Zeichentrickserie Die Simpsons, in der sie seit 1989 unter anderem die englische Stimme von Milhouse van Houten, Rod Flanders, Jimbo Jones, Sarah Wiggum, Janey Powell oder der „Malibu Stacy“-Puppe sowie weiterer Neben- oder Gastcharakteren ist.
Im November 2024 gab Pamela Hayden bekannt, dass sie sich, nach 35 Jahren bei den Simpsons, in den Ruhestand verabschiedet. Ihren letzten Auftritt soll es in der siebten Folge der 36. Staffel, Treehouse of Horror Presents: Simpsons Wicked This Way Comes, geben.

## Leben und Karriere
Pamela Hayden, die dem William Morris Agency angehört, begann ihre Film- und Fernsehkarriere Ende der 1970er Jahre als aktive Schauspielerin. Dabei wirkte sie unter anderem im Jahre 1978 im Film Die Liebe geht seltsame Wege mit und agierte unter anderem 1979 in der Miniserie Studs Lonigan. Des Weiteren folgten im Jahre 1983 Auftritte in drei Episoden von Polizeirevier Hill Street, wo sie eine wiederkehrende Rolle innehatte. Ihre eigentliche Karriere als Synchronsprecherin begann bald darauf im Jahre 1984, als sie unter anderem an den Produktionen von Turbo Teen und Die Schnorchels mitarbeitete und dabei bereits größere Sprechrollen übernahm. Nach einer weiteren Rolle in der Fernsehserie Mann muss nicht sein, in der sie nur eine kleine und unwesentliche Rolle innehatte, beendete sie ihre Karriere als aktive Schauspielerin und wandte sich vermehrt ihrer Tätigkeit als Synchronsprecherin zu. So kam sie im Jahre 1989 auch zu ihrem bisher erfolgreichsten Engagement, als sie von Matt Groening, dem Schöpfer von Die Simpsons, in den Cast ebendieser Serie geholt wurde und seitdem in der englischsprachigen Originalfassung der Serie den Charakteren Milhouse van Houten, Rod Flanders, Jimbo Jones, Sarah Wiggum oder Janey Powell, aber nebenbei auch einigen anderen Charakteren, unter anderem der „Malibu Stacy“-Puppe, ihre Stimme leiht.
Während ihres Engagements bei Die Simpsons bekam Hayden auch andere Sprechrollen für bekannte Zeichentrickserien bzw. Fernsehserien mit realen Personen. So hatte sie im Jahre 1992 eine Sprechrolle in einer Episode von Tom & Jerry Kids und hatte auch Sprechrollen in Bonkers, der listige Luchs von Hollywood (1993; 1 Folge), Droopy der Meisterdetektiv (1994) oder Aaahh!!! Monster (1994; 1 Folge). Danach wirkte sie als Synchronsprecherin im Jahre 1995 in einer Episode von Die Nanny mit, gefolgt von Auftritten in jeweils einer Episode von Pinky und der Brain (1998) und Batman & Robin (1998) bzw. in zwei Episoden von Hey Arnold! (1996 und 1998). Danach übernahm sie im Kinofilm Being John Malkovich eine weitere Sprechrolle und kam noch im selben Jahr in den Cast des seit 1987 laufenden evangelischen Hörspiels Adventures in Odyssey. Im Hörspiel übernahm sie von 1999 bis 2002 zwölf verschiedene Rollen und wurde dabei vor allem durch ihre Rolle als Katrina Shanks-Meltsner, der sie in 24 Episoden die Stimme lieh, bekannt.
Währenddessen folgten im Jahre 2000 eine Sprechrolle in einer Folge von Disneys Große Pause und eine unbekannte Anzahl an Folgen von Lloyd im All im Jahre 2001. In den Folgejahren widmete sie sich vorwiegend ihren Rollen in Die Simpsons und war lediglich im Jahre 2004 als Synchronsprecherin in Party Wagon tätig, gefolgt von ihrem Engagement in der englischen Originalfassung von Die Simpsons – Der Film. Des Weiteren ist Hayden seit dem Jahre 1996 auch als Synchronstimme in Computerspielen im Einsatz und lieh dabei unter anderem einigen Charakteren in den Spielen The Simpsons: Cartoon Studio (1996), The Simpsons: Virtual Springfield (1997), Spyro: Year of the Dragon (2000), The Simpsons Road Rage (2001), Spyro: Enter the Dragonfly (2002) und The Simpsons Hit & Run ihre Stimme. Ihre letzten Arbeiten an Computerspielen hatte sie im Jahre 2007 für Die Simpsons – Das Spiel, gefolgt von einer Sprechrolle in The Simpsons Ride, einem Kurzfilm, der bei der gleichnamigen IMAX-Simulatorfahrt in den US-Freizeitparks Universal Studios Florida und Universal Studios Hollywood gezeigt wird.

## Filmografie

### Schauspielauftritte
- 1978: Die Liebe geht seltsame Wege (More Than Friends)
- 1979: Studs Lonigan
- 1982: Polizeirevier Hill Street (Hill Street Blues) (3 Folgen)
- 1988: Mann muss nicht sein (Designing Women) (1 Folge)

### Sprechrollen in Film und Fernsehen
- 1984: Turbo Teen (12/13 Folgen)
- 1984: Die Schnorchels (Snorks) (? Folgen)
- 1989–2024: Die Simpsons (The Simpsons, Fernsehserie)
- 1992: Tom & Jerry Kids (1 Folge)
- 1993: Bonkers, der listige Luchs von Hollywood (Bonkers) (1 Folge)
- 1993: Droopy der Meisterdetektiv (Droopy, Master Detective) (? Folgen)
- 1994: Aaahh!!! Monster (Aaahh!!! Real Monsters) (1 Folge)
- 1995: Die Nanny (The Nanny) (1 Folge)
- 1996 und 1998: Hey Arnold! (2 Folgen)
- 1998: Pinky und der Brain (Pinky and the Brain) (1 Folge)
- 1998: Batman & Robin (The New Batman Adventures) (1 Folge)
- 1999: Being John Malkovich
- 2000: Disneys Große Pause (Recess) (1 Folge)
- 2001: Lloyd im All (Lloyd in Space) (? Folgen)
- 2004: Party Wagon
- 2007: Die Simpsons – Der Film (The Simpsons Movie)

### Sprecherrollen in Computerspielen
- 1996: The Simpsons: Cartoon Studio
- 1997: The Simpsons: Virtual Springfield
- 2000: Spyro: Year of the Dragon
- 2001: The Simpsons Road Rage
- 2002: Spyro: Enter the Dragonfly
- 2003: The Simpsons Hit & Run
- 2007: Die Simpsons – Das Spiel (The Simpsons Game)

### Stimme in Hörspielen
- 1999 bis 2002: Adventures in Odyssey

### Sonstige nennenswerte Synchronrollen
- 2008: The Simpsons Ride